# 守ってあげたい
「守ってあげたい」（まもってあげたい）は、松任谷由実（ユーミン） の17枚目のシングル。1981年6月21日に東芝EMIからリリースされた。

## 音楽性

### 守ってあげたい
1981年に公開された角川映画『ねらわれた学園』主題歌として、製作者の角川春樹の依頼で書き下ろされた。キャッチコピーは「才能のきらめきは不思議世代を惑わすか」。
歌詞は、ラヴィン・スプーンフルの「You Didn't Have to Be So Nice（邦題：うれしいあの娘）」のアストラッド・ジルベルトのカバー・バージョンに触発されて書かれた。ジルベルトは息子のマルセロ・ジルベルトと共に歌っており、日本では「ママと歌おう」という邦題で発売された。歌詞にはタイトルの「You didn't have to be so nice」を使いたかったが、字余りになってしまうため「You don't have to worry」に落ち着いたという。
ユーミンの出身地である東京都八王子市では、平日14時に市町村防災行政無線で放送される。また、メロディICであるSVM7571C6Gにも収録され、パトライト製の電子音報知器に搭載されたことがある。

### グレイス・スリックの肖像
若かりし日を思い出すことで今までの自分を振り返るバラード曲。グレイス・スリックはジェファーソン・エアプレインのボーカル。イントロとエンディングのフレーズはフランス民謡の「フレール・ジャック」（「アーユースリーピング」とも）からの引用。

## リリース
1981年6月21日に東芝EMIからリリースされた。1989年6月28日にCDシングルとして再リリース。

## 記録
オリコンチャートの登場週数は29週、チャート最高順位は週間2位、累計69.5万枚のセールスを記録した。
TBS系「第1回日本作曲大賞」で大賞受賞。ステージ上に登場してユーミン自身の弾き語りでこの曲を歌唱した。TBS系『ザ・ベストテン』にも1981年10月8日に「水の中のASIAへ」ツアーの衣装で1度だけ出演した。当時の番組としては珍しく、フルコーラスでの演奏、歌唱となった。尚、日本テレビ系の『ザ・トップテン』には出演しなかったが年間トップテンにチャートイン時にビデオメッセージ出演している。

## 収録曲
- Side A 守ってあげたい -You Don't Have To Worry-[5]
- Side B グレイス・スリックの肖像 -Portrait of Grace Slick-

作詞・作曲：松任谷由実 編曲：松任谷正隆

## 参加ミュージシャン
- ドラム：島村英二
- ベース：高水健司
- エレクトリック・ギター：松原正樹
- アコースティック・ギター：瀬戸龍介
- キーボード：松任谷正隆
- シンセサイザー・プログラミング：浦田恵司
- パーカッション：斎藤ノブ
- ストリングス：トマト・ストリングス
- コーラス：BUZZ

## タイアップ
| # | 曲名               | タイアップ                                                   | 時期   | 出典  |
| - | ------------------ | ------------------------------------------------------------ | ------ | ----- |
| 1 | 「守ってあげたい」 | 映画『ねらわれた学園』主題歌                                 | 1981年 |       |
| 1 | 「守ってあげたい」 | ミノルタ「α-sweet」CMソング                                  | 1998年 |       |
| 1 | 「守ってあげたい」 | 三菱自動車「新型ミニカ&トッポBJ」CMソング                    | 1998年 |       |
| 1 | 「守ってあげたい」 | MoMAニューヨーク近代美術展イメージソング                     | 2001年 |       |
| 1 | 「守ってあげたい」 | テレビ朝日系スペシャルドラマ『めぞん一刻』エンディングテーマ | 2008年 | [ 6 ] |
| 1 | 「守ってあげたい」 | MIRARTHホールディングス「少年の描くMIRAIの街」篇             | 2024年 | [ 7 ] |

## カバー
- 守ってあげたい
  - 石川ひとみ - 1982年、アルバム『ジュ・テーム』に収録
  - 原田知世 - 1983年、シングル『ダンデライオン』に収録
  - A.S.A.P - 1990年、アルバム『Boy Friends Girl Friends』に収録
  - タチアーナ - 1992年、アルバム『ANNIVERSARY』に収録
  - 鬼束ちひろ - 2002年、トリビュートアルバム『Queen's Fellows:yuming 30th anniversary cover album』に収録
  - さくら - 2005年、ドラマCD『まんすりぃ 萌音 chapter5 ~みんなのお正月~』に収録
  - 岩井久美子 - 2007年、アルバム『80’S HIT PARADE VOL.1』に収録
  - 加藤いづみ - 2008年、カバーアルバム『favorite』に収録
  - ねらわれた学園（向井秀徳&峯田和伸） - 2009年、シングル「ニューヨークマラソン/守ってあげたい」に収録
  - 茉奈 佳奈 - 2009年、アルバム『ふたりうた』に収録
  - 新垣里沙・亀井絵里（モーニング娘。） - 2009年、アルバム『チャンプル①〜ハッピーマリッジソングカバー集〜』に収録
  - CHARA - 2009年、シングル「breaking hearts」のカップリングに収録
  - SISTER KAYA - 2009年、アルバム『Heartful Lovers』に収録
  - ひまわりキッズ - 2010年、アルバム『たいせつな友達に贈る歌』に収録
  - DJ SASA with ISLAND LOVERS - 2012年、アルバム『恋人がヤーマン』に収録
  - azumi - 2013年、アルバム『NEW STANDARD』に収録
  - PERIDOTS - 2013年、シングル「はじめから」のカップリングに収録
  - 五十嵐響子（種﨑敦美） - 2016年、アルバム『THE IDOLM@STER CINDERELLA MASTER Cute Jewelries! 003』に収録
  - JUJU - 2022年、アルバム『ユーミンをめぐる物語』に収録
  - 乃木坂46[注釈 2]（produced by 小室哲哉） - 2023年、アルバム『ユーミン乾杯!!』に収録[8]
  - まちだガールズ・クワイア - 2025年、シングル「守ってあげたい / FOREVER -ギンガムチェックSTORY-」に収録